# Schinus
Schinus és un genère d'arbres de la família de les Anacardiaceae i que comprèn pebrers. Els més importants són Schinus molle, el pebrer peruvià i Schinus terebinthifolius, el pebrer brasiler o baia de Nadal. Aquesta darrera espècie és considerada una espècie invasora almenys a Florida i Hawaii i la primera, al sud de Califòrnia i a parts del Mediterrani.
Altres espècies són Schinus latifolius i Schinus montanus que creixen a Xile i l'Argentina.
Algunes espècies
- Schinus angustifolius
- Schinus antiarthriticus
- Schinus areira
- Schinus bituminosis
- Schinus brasiliensis
- Schinus huigan
- Schinus occidentalis
- Schinus latifolius
- Schinus mellisii
- Schinus molle
- Schinus montanus
- Schinus terebinthifolius

Les espècies de Schinus són usades com a aliment per larves d'algunes espècies de lepidòpters com el petit paó de nit (Pavonia pavonia) i espècies de Phasmatodea com el Peruphasma schultei.